# Marthe Gosteli
Marthe Gosteli (Worblaufen, 22 december 1917 - Muri bij Bern, 7 april 2017) was een Zwitserse feministe en activiste voor de invoering van het vrouwenstemrecht in Zwitserland.

## Biografie
Marthe Gosteli was een dochter van Ernst Gosteli, een landbouwer, en van Johanna Ida Salzmann. Na haar handelsopleiding maakte ze taalvakanties in Romandië en Londen. Van 1949 tot 1953 en van 1955 tot 1962 leidde ze op de afdeling cinema van de Amerikaanse ambassade in Bern. Van 1953 tot 1957 en van 1963 tot 1963 was ze lid van de Bernse vereniging voor het vrouwsenstemrecht, waarvan ze van 1964 tot 1968 voorzitster was. Van 1970 tot 1971 was ze eveneens voorzitster van het Communauté de travail des associations féminines suisses pour les droits politiques de la femme, een vereniging ten bate van het vrouwenstemrecht in Zwitserland. Tevens was ze lid van het bestuur van de Bund Schweizerischer Frauenorganisationen (BSF) tussen 1968 en 1972, en was ze van 1967 tot 1971 ondervoorzitster van deze organisatie. In 1982 richtte ze een stichting op die haar naam draagt en die de archieven van de Zwitserse vrouwenbeweging bewaart, zoals bijvoorbeeld de archieven van Hedwig Bleuler-Waser en Emmi Bloch.

## Onderscheidigen
- Trudy Schlatterprijs (1989)
- Medaille van de Burgergemeinde Bern (1992)
- Doctor honoris causa aan de Universiteit van Bern (1995)

## Werken
- Histoire oubliée. Chronique illustrée du mouvement féministe 1914-1963, 2 volumes, 2000.